# Radzewice
Radzewice, wcześniej Radzewskie Olędry lub Hohensee – wieś w Polsce położona w województwie wielkopolskim, w powiecie poznańskim, w gminie Mosina. Leży nad Wartą, przy drodze z Rogalina do Śremu.

## Historia
Wieś istniała przynajmniej w XVIII wieku i wchodziła w skład klucza kórnickiego (wówczas: kurnickiego). W latach 1742−1793 nosiła nazwę Radzewskie Olędry, zaś w czasach zaboru pruskiego i II wojny światowej − Hohensee. W XIX wieku wchodziła w skład powiatu śremskiego. Liczyła wtedy 41 domostw i 384 mieszkańców (w większości wyznania protestanckiego, poza 14 katolikami). W latach 1975–1998 miejscowość administracyjnie należała do województwa poznańskiego.
We wsi znajdowała się przeprawa przez Wartę, z której korzystały m.in. oddziały powstańcze podczas Wiosny Ludów w 1848 roku.

## Zabytki
W Radzewicach znajduje się zabytkowy dom przy ul. Długiej 9, z końca XIX wieku, przebudowany w 1934 roku. Na przeciwległym brzegu Warty położony jest rezerwat przyrody Krajkowo.
We wsi znajduje się również stary cmentarz ewangelicki założony w XIX wieku, a pod koniec XX wieku przekształcony w katolicki, z kościołem filialnym (należącym do parafii w Rogalinie) pw. Matki Bożej Nieustającej Pomocy.

## Turystyka
Radzewice są także punktem startowym Drogi Miłości – jednego z przyrodniczych szlaków pielgrzymkowo-turystycznych Rogalińskie Drogi, utworzonych z okazji 200-lecia kościoła pw. św. Marcelina w Rogalinie. Dla tego szlaku hydrolog, Dariusz Brykała, napisał broszurę przyrodniczą pt. „Dziedzictwo Olędrów zobowiązuje – naturalne procesy i racjonalna gospodarka wodna”